# Холестеатома
Холестеато́ма (новолат. cholesteatoma от др.-греч. χολή «жёлчь» + στέατος ← στέαρ «жир» + -ωμα ← ὄγκωμα «опухоль») — опухолевидное образование (полость), содержащее омертвевшие эпидермальные клетки и смесь других веществ (скопления кератина, кристаллы холестерина), окруженное соединительной тканью в виде капсулы. Локализуется в среднем ухе с возможностью распространения на сосцевидный отросток, реже затрагивает околоносовые пазухи. В ходе разрастания разрушает соседние ткани. Запущенные случаи холестеатомы с сопутствующей инфекцией могут привести к абсцессу головного мозга, иногда вызывая менингит. Лечение — мастоидэктомия.
Холестеатомы разделяют на:
- Холестеатома вторичная (новолат. сholesteatoma secundarium) — холестеатома ложная, вторичная. Развивается на фоне хронического воспаления среднего уха или околоносовых пазух, в результате механического переноса многослойного плоского эпителия, продуцирующего кератин, в зоны, где эта ткань отсутствует.
- Холестеатома врождённая (новолат. сholesteatoma congenitum) — холестеатома истинная, первичная. Является следствием неправильного формирования эктодермального зачатка на ранних стадиях эмбриогенеза. Врожденные случаи холестеатомы встречаются крайне редко.
- Холестеатома ложная (новолат. сholesteatoma spurium, син. псевдохолестеатома) — возникает как следствие воспаления или травмы (механическое повреждение или баротравма).

Следует дифферинцировать холестеатому среднего уха и холестеатому спинного мозга постпункционную (новолат. сholesteatoma medullae spinalis post punctionem), которая возникает вследствие заноса клеток эпителия в оболочки спинного мозга при спинномозговой пункции. Также встречается холестеатома верхнечелюстной пазухи, которая может иметь одонтогенную природу.

## История
Впервые холестеатома описана в 1829 г. французским патологом Крювелье. На основании внешнего вида и многослойной структуры он дал ей название «жемчужная опухоль». Позже Мюллером (J. Muller) был введен термин «холестеатома», в связи с содержанием в ней холестерина.
В конце девятнадцатого века Габерманн (L. Habermann) и Бецольд (F. von Bezold) предположили, что развитие холестеатомы в ухе происходит за счет прорастания эпидермиса слухового прохода через краевое перфоративное отверстие барабанной перепонки на фоне хронического эпитимпаноантрального среднего отита. Эта версия этиологии холестеатомы укрепилась как наиболее вероятная.

## Диагностика
Предварительный диагноз устанавливается путём отоскопии. Характерными признаками являются краевая перфорация (прободение) барабанной перепонки, наличие творожистых масс беловато-серого цвета. Можно наблюдать частицы холестеатомы в промывных водах из барабанной полости. Для подтверждения диагноза производят компьютерную томографию.

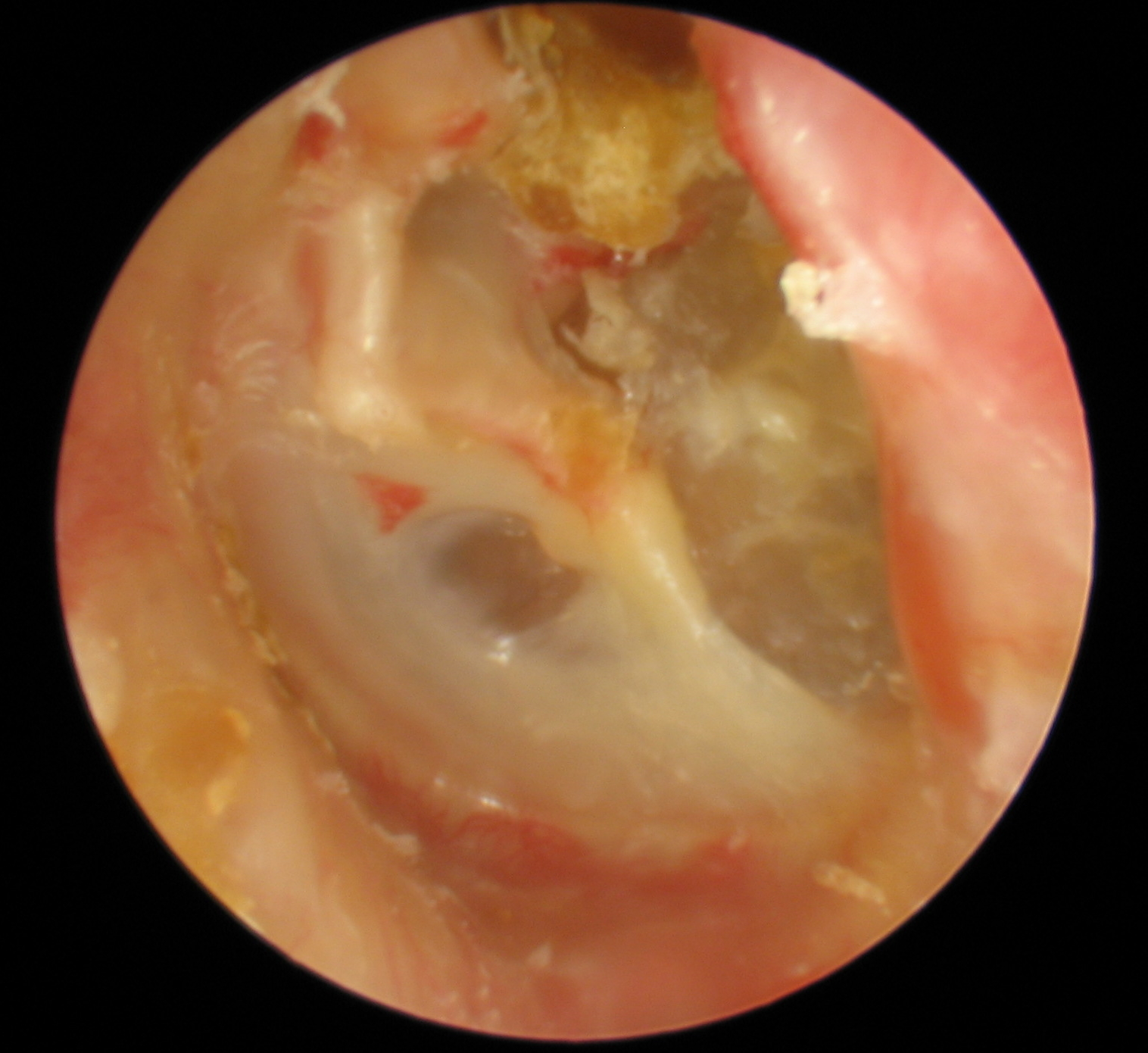
Холестеатома
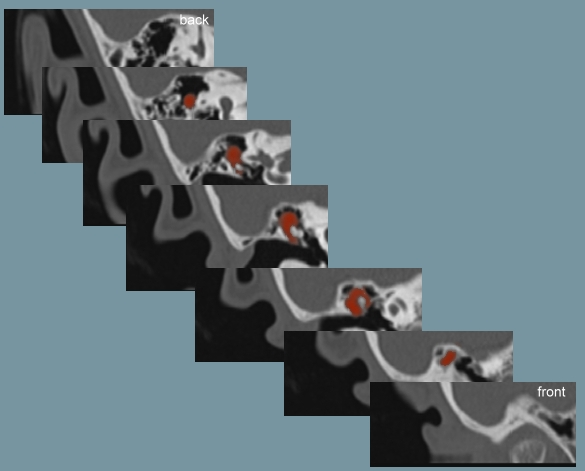
Серия томографических срезов, холестеатома выделена цветом

Характерными признаками холестеатомы верхнечелюстной пазухи, которая клинически схожа с гайморитом, являются наличие густых выделений из носа с резким гнилостным запахом, гомогенное затемнение и истончение костных стенок на томограмме. Окончательный диагноз часто можно установить только во время операции.

## Осложнения
Экстрадуральный и субдуральный абсцесс, менингит, абсцесс мозга и мозжечка, парез лицевого нерва, отогенный сепсис. При значительном поражении может наблюдаться синдром трепанационной полости в послеоперационном периоде.

## Лечение и профилактика
Лечение оперативное. Консервативные методы допустимы лишь в начальных стадиях при незначительных поражениях тканей. В комплексе лечебных послеоперационных мероприятий широко применяются физиотерапевтические методы воздействия, например КУФ, УВЧ, лазер. Комплексное лечение играет важную роль в процессе эпидермизации трепанационной полости.
Профилактика направлена на предупреждение воспалительных процессов в среднем ухе, а в случае их возникновения — в их комплексном и рациональном лечении.